# Antoine Goubeau
Antoine Goubeau (Anton Goubau ou Anton Goebouw, en flamand), né le 27 mai 1616 à Anvers où il est mort le 21 mars 1698 , est un peintre flamand de l'époque baroque.

## Biographie
Élève de Jan Farius en 1629, Antoine Goubeau devient maître de la gilde de Saint-Luc d'Anvers en 1636. Il vit à Rome de 1644 à 1649 ; il rentre à Anvers en 1650. 
Il est principalement connu comme peintre de scènes de marché, situées dans des lieux romains ou méditerranéens et souvent décorées avec beaucoup de petits personnages.

## Œuvres
- Repos devant une auberge romaine, au Herzog Anton Ulrich Museum, à Brunswick.
- La décollation des diacres, peinture à l'huile, 78x105 cm Grand Curtius, Liège (issue du legs de Paul Dony)

## Élèves
- Jean van der Bruggen (1649-1714), fut son élève avant de s'installer à Paris.
- Nicolas de Largillierre (1656-1746), fréquente son atelier à partir de 1668.